# 1954年釋義法令（北愛爾蘭）
《1954年釋義法令（北愛爾蘭）》（英語：Interpretation Act (Northern Ireland) 1954；c 33 (NI)）是北愛爾蘭議會的一項法令，取代了北愛爾蘭《1889年釋義法令》（見第48條 （页面存档备份，存于））。

## 外部連結
- The Interpretation Act (Northern Ireland) 1954 （页面存档备份，存于）, as amended, from the National Archives.